# Championnats d'Europe de triathlon 1989
Navigation
Édition précédente Édition suivante
Les championnats d'Europe de triathlon 1989 sont la cinquième édition des championnats d'Europe de triathlon, une compétition internationale de triathlon sous l'égide de la fédération européenne de ce sport. L'épreuve est constituée de 1 500 mètres de natation, 40 kilomètres de vélo puis 10 kilomètres de course à pied.
Cette édition se tient dans la ville portugaise de Cascais et elle est remportée par le Français Yves Cordier chez les hommes et par l'Allemande Simone Mortier chez les femmes.

## Palmarès

### Hommes
| Rang               | Triathlète        | Temps          |
| ------------------ | ----------------- | -------------- |
| Médaille d'or      | Yves Cordier      | 2 h 2 min 8 s  |
| Médaille d'argent  | Rob Barel         | 2 h 2 min 54 s |
| Médaille de bronze | Jürgen Zäck       | 2 h 3 min 4 s  |
| 4                  | Pim Van Den Bos   | 2 h 4 min 16 s |
| 5                  | Wolfgang Dittrich | 2 h 4 min 38 s |
| 6                  | H. Kiens          | 2 h 4 min 41 s |
| 7                  | T. Leutenegger    | 2 h 5 min 34 s |
| 8                  | Gerd Amrhein      | 2 h 5 min 50 s |
| 9                  | Jochen Basting    | 2 h 6 min 1 s  |
| 10                 | Didier Volckaert  | 2 h 6 min 13 s |

### Femmes
| Rang               | Triathlète             | Temps           |
| ------------------ | ---------------------- | --------------- |
| Médaille d'or      | Simone Mortier         | 2 h 16 min 59 s |
| Médaille d'argent  | Kirsten Ullrich        | 2 h 22 min 17 s |
| Médaille de bronze | Sarah Springman        | 2 h 22 min 36 s |
| 4                  | Sarah Coope            | 2 h 22 min 44 s |
| 5                  | Catherine Jay-Gabel    | 2 h 22 min 54 s |
| 6                  | Thea Sybesma           | 2 h 23 min 51 s |
| 7                  | Birgit Rosberg-Seubert | 2 h 24 min 29 s |
| 8                  | D. Trueman             | 2 h 25 min 23 s |
| 9                  | Ute Schäfer            | 2 h 26 min 7 s  |
| 10                 | Irma Zwartkruis        | 2 h 26 min 46 s |